# Курт Ельман
Курт Ельман (нім. Kurt Oehlmann; 21 серпня 1886, Пренцлау, Німецька імперія - 26 липня 1948, Воркутинський ВТТ, РРФСР) — німецький медик, генерал-лейтенант медичної служби вермахту. Кавалер Німецького хреста в сріблі.

## Біографія
В 1907-1913 роках навчався у Військовій медичній академії імені імператора Вільгельма, після закінчення якої одержав науковий ступінь доктора медицини. До 1930 року — майор військової служби в Ростоці.  Під час німецько-радянської війни - начальник медичної служби 2-ї армії. 
9 травня 1945 року взятий у полон радянськими військами на Гельській косі. З 4 листопада 1945 року утримувався у в'язниці №1 МВС СРСР в Курську. 25 листопада 1947 року військовим трибуналом військ МВС СРСР в Курській області засуджений до 25 років ув'язнення у виправно-трудових таборах. Працював на цегельному заводі №2 у Воркутинському таборі, де і помер 26 липня 1948 року.

## Нагороди
- Залізний хрест 2-го і 1-го класу
- Почесний хрест ветерана війни з мечами
- Медаль «За вислугу років у Вермахті» 4-го, 3-го, 2-го і 1-го класу (25 років)
- Хрест Воєнних заслуг 2-го і 1-го класу з мечами
- Німецький хрест в сріблі (22 жовтня 1944)